# Axonopus mathewsii
Axonopus mathewsii är en gräsart som först beskrevs av Carl Christian Mez, och fick sitt nu gällande namn av Albert Spear Hitchcock. Axonopus mathewsii ingår i släktet Axonopus och familjen gräs.
Artens utbredningsområde är Peru. Inga underarter finns listade i Catalogue of Life.